# Kambaitipsyche schmidi
Kambaitipsyche schmidi är en nattsländeart som beskrevs av Malicky 1992. Kambaitipsyche schmidi ingår i släktet Kambaitipsyche och familjen fångstnätnattsländor. Inga underarter finns listade i Catalogue of Life.